# Matti Pietikäinen
Pour les articles homonymes, voir Pietikäinen.
Matti Pietikäinen (né le 27 octobre 1927 à Kuopio et mort le 5 novembre 1967) est un sauteur à ski finlandais. Il devient champion du monde en 1954. Il était le frère d'Aatto Pietikäinen.

## Palmarès

### Jeux olympiques
| Épreuve / Édition | St-Moritz 1948 |
| Individuel        | 4e             |

### Championnats du monde
| Épreuve / Édition | Falun 1954 |
| Individuel        | Or         |